# یواس‌اس هنریکو (ای‌پی‌ای-۴۵)
یواس‌اس هنریکو (ای‌پی‌ای-۴۵) (به انگلیسی: USS Henrico (APA-45)) یک کشتی بود که طول آن ۴۹۲ فوت (۱۵۰ متر) بود. این کشتی در سال ۱۹۴۳ ساخته شد.